# Viloyat Navoiy
Die Viloyat Navoiy (usbekisch Navoiy viloyati, kyrillisch Навоий вилояти; russisch Навоийская область/Nawoijskaja oblast) ist eine Viloyat (Provinz) im Zentrum von Usbekistan. Es grenzt an Kasachstan, an die Viloyats Samarqand und Buxoro, sowie an die autonome Teilrepublik Karakalpakistan. Die Fläche des Viloyat beträgt 110.800 km² und die Viloyat ist damit, mit Ausnahme der autonomen Teilrepublik Karakalpakistan, die größte Viloyat Usbekistans. Allerdings nimmt die Wüste Kysylkum große Teile der Fläche ein und so ist die Bevölkerungsdichte sehr gering. Etwa 942.800 Einwohner leben in der Viloyat Navoiy, davon etwa 60 % auf dem Land.

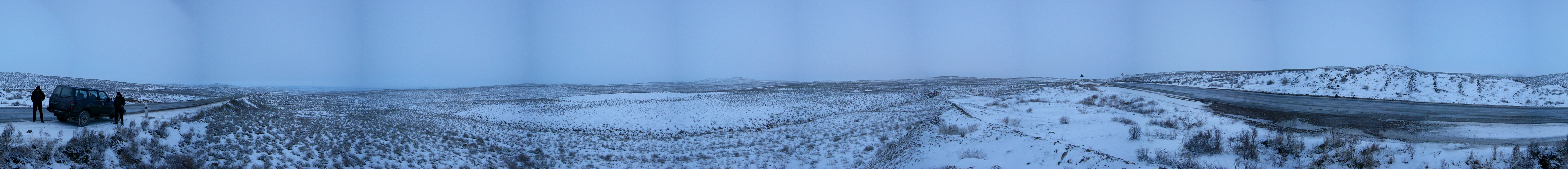
Winterliche Schneelandschaft in der Viloyat Navoiy

Das Klima ist kontinental geprägt. Kalte Winter und trockene, heiße Sommer wechseln sich ab.

## Verwaltung
Die Viloyat Navoiy ist in 8 Verwaltungsdistrikte geteilt. Die Städte Navoiy, Uchquduq und Zarafshon sind kreisfrei. Die Hauptstadt ist Navoiy mit 155.589 Einwohnern (2008). Weitere bekannte Städte sind Qiziltepa und Nurota.
| Nr. | Bezirk    | Hauptort   | Nr | Bezirk   | Hauptort   |  |
| 1   | Konimex   | Konimex    | 5  | Navbahor | Beshrabot  |  |
| 2   | Navoiy    | Navoiy     | 6  | Nurota   | Nurota     |  |
| 3   | Qiziltepa | Qiziltepa  | 7  | Tomdi    | Tomdibuloq |  |
| 4   | Xatirchi  | Yangirobod | 8  | Uchquduq | Uchquduq   |  |

## Bodenschätze und Wirtschaft
Viele Bodenschätze lassen sich in der Viloyat Navoiy finden, so zum Beispiel Erdgas, Erdöl, Edelmetalle und Rohstoffe für die Baustoffindustrie. Die Viloyat ist stark von Bergbau, Metallurgie und chemischer Industrie abhängig. Die Goldminen und Metallverhüttungskomplexe Navoiy und Zarafshon produzieren mit das reinste Gold auf der Welt. Die Firma NavoiyAzot ist der größte Mineraldüngerhersteller in Usbekistan.
Landwirtschaft wird in Form von Baumwollanbau und Schafszucht betrieben. Etwa 90 % der Fläche der Viloyat wären potenziell fruchtbar, es fehlt aber an Wasser zur Bewässerung.